# ガルシア・サンチェス (カスティーリャ伯)

ガルシア・サンチェスが死去した時のカスティーリャ領（茶色の部分）

ガルシア・サンチェス（スペイン語：García Sánchez, 1009年 - 1029年5月13日）は、カスティーリャ伯（在位：1017年 - 1029年）。ガルシアが暗殺された後、甥フェルナンド1世が伯領を継承し、後にカスティーリャは王国となった。

## 生涯
幼年の頃に父よりカスティーリャ伯位を継承した。若年の間、何名かのカスティーリャ有力貴族や叔母でコバルビアス女子修道院長のウラカが摂政をつとめた。
1028年、ガルシアとレオン王アルフォンソ5世の娘サンチャとの結婚が決められた。しかし1029年5月13日、ガルシアは婚約者に会うためにナバラ王サンチョ・ガルセス3世とともにレオンに向かった時に、サン・フアン・バウティスタ・デ・レオン教会の横で暗殺された。
『ガルシア王子のロマンス（Romanz del Infant García）』やその後の年代記によると、この暗殺はガルシアの曾祖父フェルナン・ゴンサレスによりアラバ領を押収されたベラ家によって行われたという。ただしベラ家により実際に暗殺が行われたという事実を裏付ける歴史的資料は確認されていない。
ガルシアの暗殺の後、ナバラ王サンチョ・ガルセス3世は、ガルシアの2番目の妹である妃ムニアドナ・デ・カスティーリャの権利によりカスティーリャの支配権を引き継ぎ、1029年に息子のフェルナンドをカスティーリャ伯に任じた。1037年、カスティーリャは王国に昇格した。